# 盧欽奇克
48°42′10″N 27°48′16″E / 48.70278°N 27.80444°E
盧欽奇克（烏克蘭語：Лучинчик），是烏克蘭的村落，位於該國西南部文尼察州，由莫希利夫-波季利斯基區負責管轄，始建於1760年，面積3平方公里，海拔高度274米，2001年人口867。